# Pseudomyrmex apache

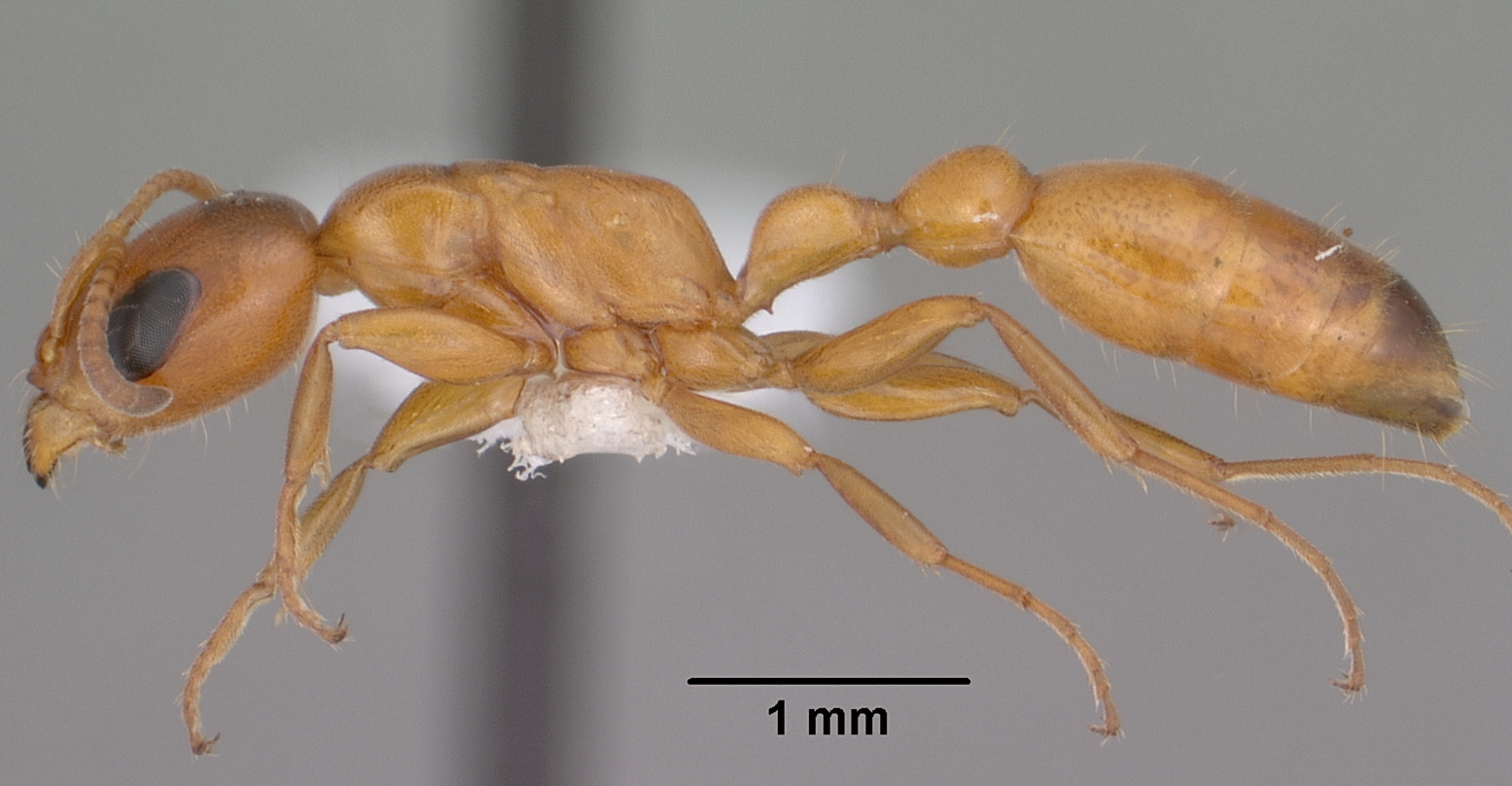

Pseudomyrmex apache  (лат.) — вид древесных муравьёв рода Pseudomyrmex из подсемейства Pseudomyrmecinae (Formicidae). Новый Свет.

## Распространение
Северная Америка: США и Мексика.

## Описание
Мелкого размера муравьи желтовато-оранжевого цвета. Длина головы рабочих (HL) 1,02 — 1,30 мм, ширина головы (HW) 0,83 — 1,04 мм. Передний клипеальный край округлый. Имеют относительно крупные глаза и сильное жало. Тело узкое, ноги короткие. Стебелёк между грудкой и брюшком состоит из двух узловидных члеников (петиоль и постпетиоль). Крылатые половые особи наблюдаются в разные времена года (март, апрель, июль, ноябрь).  
Живут в полостях живых деревьев и кустарников различных растений рода Quercus (Quercus chrysolepis,  Quercus grisea, Quercus  wislizenii, Quercus arizonica, Q. emoryi, Q. oblongifolia, Q. turbinella,  Q. emoryi, Q. fusiformis, Q. oblongifolia, Q. santaclarensis),  Prosopis (Prosopis glandulosa), Arctostaphylos manzanita, Fraxinus gall, Pinus attenuata cone, Umbellularia californica, с которыми находятся во взаимовыгодных отношениях.

## Систематика
Вид был впервые описан в 1953 году американским энтомологом Уильямом Крейтоном (Creighton, W. S.), валидный статус подтверждён в 1980-1990-е годы в ходе ревизии американским энтомологом Филом Уардом (Ward, P. S.). Принадлежит к видовой группе pallens species group; близок к видам  Pseudomyrmex pallidus и Pseudomyrmex seminole.